# 1959-es magyar öttusabajnokság
Az 1959-es magyar öttusabajnokságot augusztus 22. és 26. között rendezték meg. A viadalt Török Ferenc nyerte meg, akinek ez volt élete első egyéni felnőtt bajnoki címe. A csapatversenyt a Csepel SC nyerte.

## Eredmények

### Férfiak

#### Egyéni
| Hely | Név             | Klub       | Eredmény |
| ---- | --------------- | ---------- | -------- |
| 1.   | Török Ferenc    | Bp. Honvéd | 4632     |
| 2.   | Balczó András   | Csepel SC  | 4625     |
| 3.   | Szabó Sándor    | MAFC       | 4586     |
| 4.   | Ferdinandy Géza | Bp. Honvéd | 4582     |
| 5.   | Németh Ferenc   | Csepel SC  | 4381     |
| 6.   | Földi László    | Csepel SC  | 4381     |
| 7.   | Borsa Miklós    | Csepel SC  | 4372     |
| 8.   | Kovácsi Aladár  | MAFC       | 4264     |
| 9.   | Bódi János      | Bp. Honvéd | 4137     |
| 10.  | Villányi András | MAFC       | 4132     |

#### Csapat
| Hely | Név                                           | Klub       | Eredmény |
| ---- | --------------------------------------------- | ---------- | -------- |
| 1.   | Balczó András, Németh Ferenc, Földi László    | Csepel SC  | 13 393   |
| 2.   | Bódi János, Török Ferenc, Ferdinandy Géza     | Bp. Honvéd | 13 313   |
| 3.   | Kovácsi Aladár, Villányi András, Szabó Sándor | MAFC       | 12 794   |